# Paul Thun-Hohenstein
Paul Thun-Hohenstein, do roku 1919 hrabě z Thun-Hohensteinu (německy Paul Graf von Thun-Hohenstein; 10. listopadu 1884 Praha – 13. září 1963 Vídeň) byl česko-rakouský šlechtic z rodu Thun-Hohensteinů, působil jako diplomat, básník, esejista a překladatel.

## Život
Pocházel ze starobylého šlechtického rodu Thun-Hohensteinů, patřil ke klášterecké linii. Narodil se jako nejmladší syn Josefa Osvalda II. z Thun-Hohensteinu (1849–1913) a jeho manželky, spisovatelky Kristiany, rozené Valdštejnové (1859–1935). Paul vystudoval práva a krátce sloužil v armádě, kde dosáhl hodnosti nadporučíka, poté vstoupil do služeb ministerstva zahraničí a v roce 1913 získal titul c. k. komořího. Zastával funkci legačního sekretáře a poté do zániku monarchie působil jako atašé v Mnichově. Mezitím za první světové války znovu aktivně sloužil v armádě, byl nositelem Vojenského záslužného kříže a Vojenské záslužné medaile. Byl také čestným rytířem Maltézského řádu.
V roce 1919 se v Mnichově oženil s hraběnkou Gabrielou Emílií z Thurn-Valsássiny (1898–1929), dámou Řádu hvězdového kříže. Gabriela byla dcerou hraběte Duglase Thurna, který byl jako diplomat a poslední rakousko-uherský vyslanec v Bavorsku Paulovým nadřízeným. Manželé žili střídavě v Mnichově a na zámku v Klášterci nad Ohří. Z manželství se narodili dva synové a dvě dcery, Gabriela zemřela krátce po čtvrtém porodu ve věku 31 let.
V roce 1923 byl Paul Thun-Hohenstein zakládajícím členem uměleckého sdružení Innviertel (Innviertler Künstlergilde, IKG), od roku 1934 žil ve Vídni. 

## Dílo

### Spisy
- Sonety (Sonette, 1925)
- Básně (Gedichte, 1933)
- Aforismy (Aphorismen, Graz 1936)
- Rakouský způsob života (Österreichische Lebensform, Heimat-Verlag, Brixlegg 1937 – Rakouská knihovna 1/3A)
- Způsoby života, průřez rakouskými tradicemi (Wege des Lebens, Ein Querschnitt durch österreichische Traditionen, esej, Vídeň 1946)
- Podzimní túra (Herbstwanderung, 1958)

### Překlady
- Carlo Gozzi: Turandot. Tragikomisches Märchen in fünf Akten [1762]. Aus dem Italienischen übertragen von Paul Graf Thun-Hohenstein [1946]. Mit einem Nachwort von Gerhard Reuter. Stuttgart: Reclam 1965.